# Фёдоров, Леонид Александрович
Леонид Александрович Фёдоров (19 февраля 1926, село Шланлы, Аургазинский район Башкирская АССР — 29 июля 2008) — советский передовик угольной промышленности, горнорабочий очистного забоя шахты № 5-7 треста «Анжероуголь» комбината «Кузбассуголь», Герой Социалистического Труда (1966).

## Биография
Родился 19 февраля 1926 года в селе Шланлы, Аургазинского района Башкирской АССР в чувашской семье, позже семья переехала в посёлок Новая Колония Западно-Сибирского края.
С 1942 года в период Великой Отечественной войны, в возрасте шестнадцати лет, Л. А. Фёдоров переехал в город Анжеро-Судженск и начал свою трудовую деятельность на шахте № 5/7 треста «Анжероуголь». После прохождения обучения на   краткосрочных курсах, Л. А. Фёдоров начал работать в бригаде известного стахановца и  депутата Верховного Совета СССР первого созыва Сергея Афанасьевича Баннова, под началом такого опытного профессионала горняка, Л. А. Фёдоров в совершенстве освоил шахтерское ремесло и проникся уважением к горняцкому делу.
В 1950-х годах Л. А. Фёдоров был назначен руководителем бригады треста «Анжероуголь» комбината «Кузбассуголь», под его руководством бригада стала занимать лидирующее положение в отрасли, неоднократно побеждая в социалистических соревнованиях, продолжая достойно следовать традициям стахановцев-первооткрывателей 1930-х и 1940-х годов.
29 июня 1966 года  Указом Президиума Верховного Совета СССР «за выдающиеся заслуги в выполнении заданий семилетнего плана по развитию угольной и сланцевой промышленности и достижение высоких технико-экономических показателей в работе»  Леонид Александрович Фёдоров был удостоен звания Героя Социалистического Труда с вручением Ордена Ленина и золотой медали «Серп и Молот».
С 1982 года вышел на заслуженный отдых, воспитал четверых детей.
Скончался 29 июля 2008 года в г. Прокопьевск, Кемеровской области.

## Награды
- Медаль «Серп и Молот» (29.06.1966)
- Орден Ленина (29.06.1966)
- Медаль «За трудовую доблесть»
- Полный кавалер знака «Шахтерская слава»

### Звание
- Почетный гражданин Кемеровской области (2006)